# Baureihe E15
De Baureihe E15 01 ex Baureihe E18 01, was een elektrische locomotief bestemd voor het personenvervoer van de Deutsche Reichsbahn Gesellschaft (DRG). Deze locomotief kwam als E15 bestemd voor het personenvervoer van de Deutsche Reichsbahn (DR).

## Geschiedenis
In 1924 werd door Deutsche Reichsbahn Gesellschaft (DRG) een proef locomotief bij Borsig in Berlijn en Siemens-Schuckertwerke (SSW) besteld. Deze locomotief is ontwikkeld uit locomotieven met de elektrische installatie van de serie E04 en het onderstel van de serie E44.

## Constructie en techniek
De locomotief heeft een stalen frame. De draaistellen bestaan uit een loopas en twee grote aandrijdassen die elk door een motor worden aangedreven..

### Nummers
De locomotieven waren als volgt genummerd:
| Lijst van de E18 |                  |                |             |
| Nummer DRG       | Eigenaar na 1945 | Nummer na 1933 | Opmerkingen |
| E18 01           | DR               | E15 01         |             |